# Habenaria nematocerata
Habenaria nematocerata är en orkidéart som beskrevs av Tang och Fa Tsuan Wang. Habenaria nematocerata ingår i släktet Habenaria och familjen orkidéer. Inga underarter finns listade i Catalogue of Life.